# Elgin and Winter Garden Theatre Centre

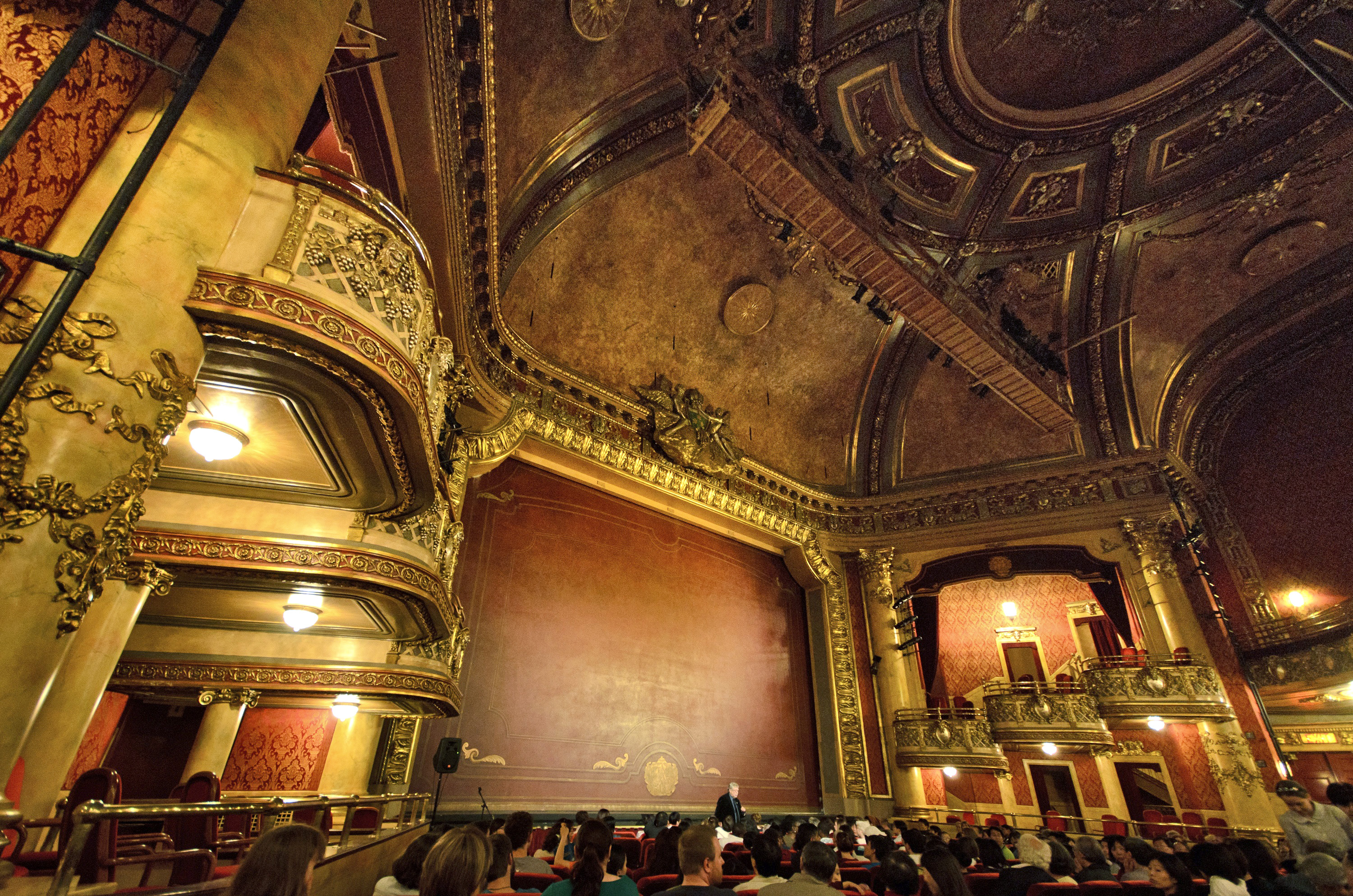
Der Elgin-Theatersaal

Das Elgin and Winter Garden Theatre Centre in Toronto gehört zu den wenigen noch bestehenden nordamerikanischen Doppelstock-Theatern. Es ist das weltweit letzte noch betriebene Theater dieses Bautyps und wird auch zu den letzten Theaterbauten der Edwardischen Epoche gezählt. Das Theater wurde 1913 an der Yonge Street errichtet und hat eine wechselhafte Geschichte. Das heute denkmalgeschützte  und sanierte Gebäude ist mittlerweile eine Touristenattraktion und ein wichtiger Veranstaltungsort der Kulturszene in Toronto.

## Geschichte
Das Gebäude wurde als das kanadische Flaggschiff der Vaudeville-Theaterkette der US-Amerikaners Marcus Loew erbaut; Architekt war der renommierte Theaterdesigner Thomas W. Lamb. Der Unternehmer Loew betrieb vor allem im Osten der Vereinigten Staaten eine Kette von Vaudeville-Theatern; alleine in New York City gehörten ihm 25 Schauspielhäuser. Da die Grundstücke an der prestigeträchtigen Yonge Street sehr teuer waren, erwarb Loew nur einen schmalen Streifen zum Preis von CAD 600.000 und ließ Lamb eine Konstruktion mit zwei übereinanderliegenden Theatersäalen errichten.
Am 15. Dezember 1913 eröffnete das untere Theater, genannt Loew’s Yonge Street Theatre. Es verfügte über 2.149 Sitzplätze. Bei der Eröffnung sang Irving Berlin. Hier wurden vor allem Vaudeville-Aufführungen zu günstigen Preisen geboten. Für einen Eintritt von 15 Cent konnte der Besucher die nonstop laufenden Aufführungen so lange anschauen, wie er wollte. In den 1920er Jahren stieg der Programmanteil von Stummfilmen ständig an und im Dezember 1929 wurde im mittlerweile zu einem Kino umgebauten Saal erstmals ein Tonfilm gezeigt: „His First Glorious Night“ mit John Gilbert. 1960 kam es zu einem Umbau in ein Cinerama, der Abstieg des Kinos setzte sich jedoch fort. 1978 wurde es in „Elgin“ umbenannt; zu diesem Zeitpunkt wurden bereits Softpornos gezeigt. 1981 lief dann der letzte Film: „What the Swedish Butler saw“, danach folgte die Einstellung.
Das obere Theater, genannt Winter Garden, wurde am 16. Februar 1914 eröffnet. Das Auditorium umfasste 1.410 Sitzplätze. Es war über die Haupttreppe sowie drei Fahrstühle zu erreichen. Es richtete sich an eine zahlungskräftige Kundschaft, die Sitzplätze waren reserviert und der Eintritt betrug 25 oder 50 Cents. Es fanden ebenfalls Vaudeville-Aufführungen statt. Bereits 1928 wurde der Betrieb im Winter Garden eingestellt. Die folgenden 50 Jahre blieb der Raum ungenutzt, nur kurzzeitig wurde er als Drehplatz für eine 13-teilige Fernsehserie von CBC, „White Oaks of Jalna“, verwendet.
Bekannte Schauspieler, die in den Theatern auftraten, waren George Burns, Gracie Allen, Sophie Tucker, Milton Berle, Edgar Bergen oder Charlie McCarthy.

### Sanierung
1981 wurden die Theater von einer Bürgerinitiative vor einem drohenden Abriss bewahrt und für CAD 29 Millionen sehr aufwändig saniert. Im Jahr 1982 wurde das Doppeltheater als National Historic Site of Canada unter Denkmalschutz gestellt. Das Gebäude wird seitdem vom Ontario Heritage Trust betrieben. Heute befinden sich im Elgin 1561 Sitzplätze und im Winter Garden 992.

## Trivia
In dem Theater sollen mehrere Geister spuken. Die meisten Berichte gibt es zu dem weiblichen Geist Lilac, der auch als Lavender Lady bezeichnet wird.